# Нідерландські прислів'я
«Нідерландські прислів'я», також «Фламандські прислів'я»  (нід. Nederlandse Spreekwoorden), або «Світ догори дриґом» (англ. The Topsy-Turvy World) — картина фламандського художника Пітера Брейгеля Старшого, написана 1559 року, яка зображає буквальні значення нідерландських прислів'їв. 
Картина, що виставлена в Берлінській картинній галереї, насичена символами, пов'язаними з нідерландськими прислів'ями та приказками, проте не всі з них розшифровані сучасними дослідниками, бо деякі вислови з часом були забуті.  
Його син зробив близько 20 копій роботи батька, причому не всі копії точно відтворюють оригінал, а відрізняються від нього низкою деталей. 

## Тематика

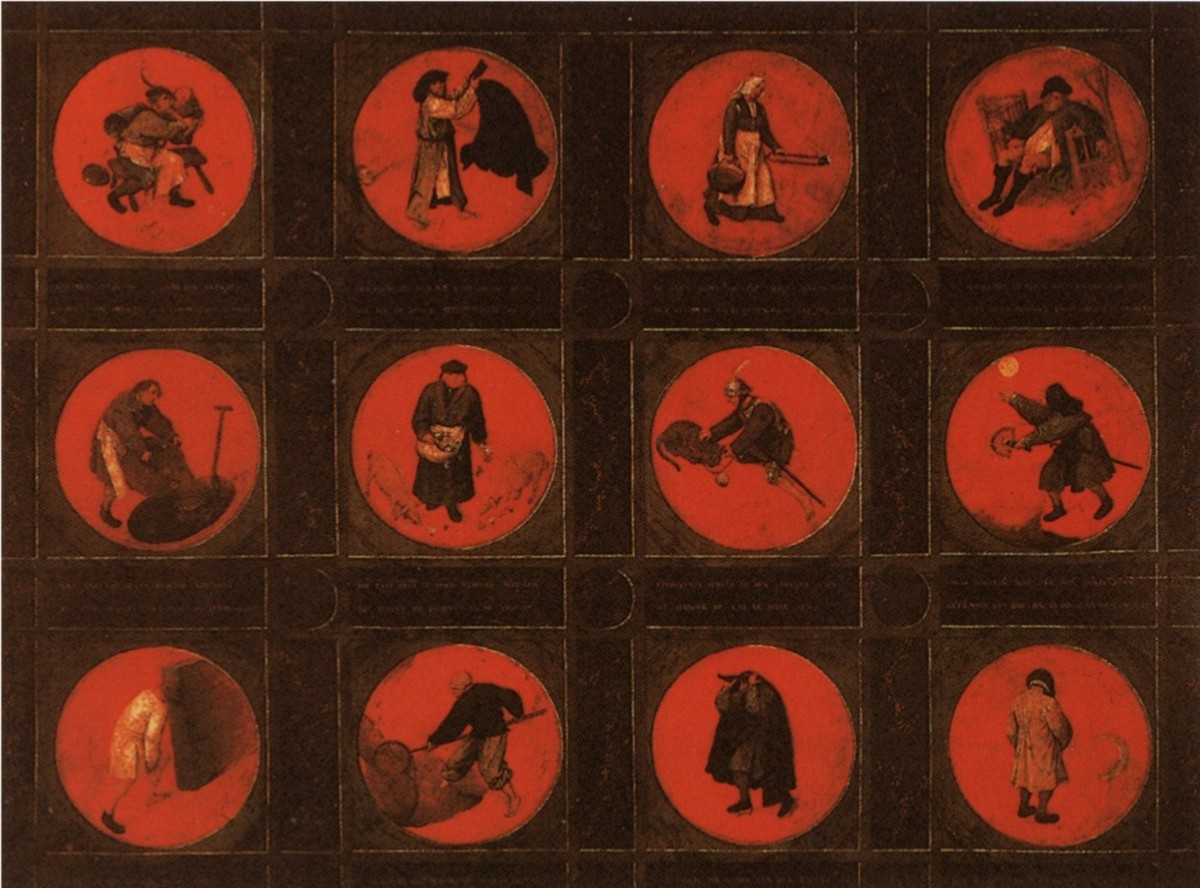
Дванадцять прислів'їв (більшість потрапили і на велику картину)

Збірники прислів'їв та приказок у часи Брейгеля були дуже популярні. Так, наприклад, 1500 року Еразм Ротердамський опублікував збірку крилатих висловів латинських авторів, а Франсуа Рабле описує в опублікованому 1564 року романі Гаргантюа і Пантагрюель зокрема острів прислів'їв. Сам Брейгель 1558 року створив серію картин Дванадцять прислів'їв, що тепер зберігаються у Музеї Маєра ван дер Берга в Антверпені.  

## Опис
На картині зображено близько сотні відомих прислів'їв, хоча, ймовірно, Брейгель насправді зобразив ще більше, але частина залишилася не розшифрованою до сьогодні. Деякі прислів'я вживаються в нідерландській мові досі, а деякі стали архаїзмами.
Точка спостереження на картині знаходиться на середній висоті, таким чином можливий добрий огляд усіх деталей. Рівень висоти підіймається назад (шибениця й вітрильник намальовані фронтально). Завдяки такому зміщенню кута зору створюється враження додаткової просторової глибини. Головна вісь картини, як то часто буває у Брейгеля, проходить по діагоналі: з лівого нижнього до правого верхнього кута. Млинці (згори ліворуч), що намальовані з порушенням перспективи фронтально, на думку мистецтвознавців є свідомим відхиленням.

## Зміст і тлумачення
На картині змальоване щоденне життя у селі на березі моря. Ліворуч на стіні будинку висить догори дриґом земна куля, що символізує збочений світ, в якому люди пошиваються в дурні, займаючись нікчемними мирськими справами. Нижче центру картини вирізняється постать жінки в червоній сукні, яка накинула на свого чоловіка синю пелерину, що символізує подружню зраду. У центрі картини сидить чорт під синім балдахіном і ніби править цим збоченим світом. 
Картина Брейгеля відповідає уявленням того часу про те, що у світі панує гріх, зло й людська глупота. Ця тема була також розвинута у літературних творах тієї епохи, таких як «Корабель дурнів» Себастіана Бранта та «Похвала глупоті» Еразма Ротердамського. 
У XVII столітті картину, як то зафіксовано в історичних джерелах, називали «Синя пелерина» та «Світ догори дриґом». 
| Прислів'я                                                          | Значення | Зображення |
| ------------------------------------------------------------------ | --- | ---------- |
| Вміє прив'язати і диявола до подушки                               | Упертість, що долає будь-яку перепону                                                                               |            |
| Кусати колону                                                      | Бути релігійним ханжею                                                                                              |            |
| Нести вогонь в одній руці, а воду в іншій                          | Бути лукавим |            |
| Битися головою об стіну                                            | Докладати марних зусиль                                                                                             |            |
| Одна нога взута, інша боса                                         | Дисбаланс, перегини                                                                                                 |            |
| Свиня відкриває затичку                                            | Недбалість обертається лихом                                                                                        |            |
| Вішати дзвіночок на кота                                           | Здійснити небезпечний та нерозумний вчинок                                                                          |            |
| Озброїтися до зубів                                                | Добре підготуватися                                                                                                 |            |
| Кусати залізо                                                      | Брехати, нахвалятися                                                                                                |            |
| Хтось стриже овець, а хтось — свиней                               | У одного є переваги, а в іншого їх немає                                                                            |            |
| Стрижи (овець), але шкури не знімай                                | Роблячи справу, не користуйся можливостями надмірно                                                                 |            |
| Тут оселедець не літає                                             | Речі не підкоряються твоєму плану                                                                                   |            |
| Смажити цілого оселедця заради ікринки                             | Докладати занадто багато зусиль для досягнення незначного результату                                                |            |
| Одягти кришку на голову                                            | Відмовитися від раніше прийнятої відповідальності                                                                   |            |
| Оселедець висить на власних зябрах                                 | Будь готовий до відповідальності за свої вчинки                                                                     |            |
| Тут щось більше, ніж просто оселедець                              | Тут щось більше, ніж видно на перший погляд                                                                         |            |
| Що може зробити дим із залізом ?                                   | Немає сенсу намагатися змінити незмінне                                                                             |            |
| Знайти в горщику собаку                                            | Запізнитися на трапезу та прийти, коли вже все з'їдено                                                              | [ 5 ]      |
| Сидіти в попелі між табуретами                                     | Бути нерішучим |            |
| Курей обмацувати                                                   | Займатися передчасними розрахунками                                                                                 |            |
| Вивішені ножиці                                                    | Дуже імовірно, що тебе тут обдурять                                                                                 |            |
| Завжди гризти одну й ту ж кістку                                   | Постійно говорити на одну і ту ж тему                                                                               |            |
| Залежить від того, як карта ляже                                   | Залежить від випадку                                                                                                |            |
| Світ перевернувся догори дриґом                                    | Все не так, як мало б бути                                                                                          |            |
| Залишати хоча б одне яйце у гнізді                                 | Завжди мати хоч який-небудь запас                                                                                   |            |
| Випорожнюватися на світлі                                          | Ні до чого не ставитися шанобливо                                                                                   |            |
| Водити один одного за носа                                         | дурити, обманювати один одного                                                                                      |            |
| Жереб кинуто                                                       | Рішення прийнято |            |
| Дурням іде карта                                                   | Дурість може перемогти розум                                                                                        |            |
| Дивитися крізь пальці                                              | Бути поблажливим |            |
| Тут висить ніж                                                     | Вжити щось важке, що вимагає активної діяльності                                                                    |            |
| Тут стоять дерев'яні черевики                                      | Даремно чекати |            |
| Висунути мітлу                                                     | Розважатися, поки немає господаря                                                                                   |            |
| Одружуватися під мітлою                                            | Співжиття без шлюбу                                                                                                 |            |
| Крити дах пирогами                                                 | Бути дуже заможним                                                                                                  |            |
| У (-когось у) даху дірка                                           | Нерозумний |            |
| Старий дах потребує багато латок                                   | Стара річ вимагає більшого догляду                                                                                  |            |
| Дах не без ґонти                                                   | Тут можуть підслуховувати («і у стін бувають вуха»)                                                                 |            |
| Мати зубний біль за вухами                                         | Симулювати |            |
| Мочитися на Місяць                                                 | Витрачати час на марні зусилля                                                                                      |            |
| Тут висить горщик                                                  | (Щось) не так, як має бути                                                                                          |            |
| Вистрілити (з арбалета) вдруге, щоб зловити першу стрілу           | Повторювати дурну дію                                                                                               |            |
| Голити дурня без мила                                              | дурити когось |            |
| Два дурня під одним каптуром                                       | Дурість любить товариство                                                                                           |            |
| Росте з вікна                                                      | Неможливо приховати                                                                                                 |            |
| Грати біля ганебного стовпа                                        | Привертати увагу (своїми) ганебними діями                                                                           |            |
| Якщо брама відчинена, свині біжать у хліб                          | Безпечність обертається лихом                                                                                       |            |
| Зерна менше — свині товщі                                          | Прибуток одного обертається втратами іншого                                                                         |            |
| Бігати, ніби дупа горить                                           | Бути у великій біді                                                                                                 |            |
| Поїдає вогонь, а випорожнюється іскрами                            | Не варто дивуватися результату небезпечної затії                                                                    |            |
| Вішати плащ за вітром                                              | Пристосовувати свою думку до поточного моменту                                                                      |            |
| Віяти пір'я на вітрі                                               | Безглузда робота |            |
| Витріщатися на лелеку                                              | Витрачати час даремно                                                                                               |            |
| Убити двох мух одним ляпанцем                                      | Бути успішним, ефективним                                                                                           |            |
| Звалитися з бика на осла                                           | Настали чорні дні                                                                                                   |            |
| Цілувати дверну ручку                                              | Бути улесливим |            |
| Витирати (чиюсь) дупу об двері                                     | Ставитися (до когось) зневажливо                                                                                    |            |
| Ухилятися від важкої ноші                                          | Уявляти собі, що справи йдуть гірше, ніж є насправді                                                                |            |
| Жебрак шкодує іншого жебрака, якщо той стане біля (його) дверей    | |            |
| Рибалити повз сіті                                                 | Упускати можливість                                                                                                 |            |
| Велика риба їсть малу рибу                                         | Завжди є хтось/щось краще                                                                                           |            |
| Не терпіти виду сонячних відблисків на воді                        | Ревнувати до чужих успіхів                                                                                          |            |
| Висить, як нужник над ямою                                         | Очевидний випадок                                                                                                   |            |
| Кожний може подивитися крізь (дубову) дошку, якщо в ній є дірка    | Стверджувати очевидне — безглуздо                                                                                   |            |
| Удвох ходять в один нужник                                         | У повній згоді |            |
| Кидатися (чиїмись) грошима у воду                                  | Витрачати (чиїсь) гроші даремно                                                                                     |            |
| Надтріснута стіна скоро впаде                                      | Все швидко виходить з ладу без належного догляду                                                                    |            |
| Нехай інший будинок горить, поки тобі можна погрітися              | Використовуй всі можливості, не замислюючись про наслідки для будь-кого іншого                                      |            |
| Волочити каменюку                                                  | Бути ошуканим в любові, займатися безглуздою справою                                                                |            |
| Страх змусив бабусю побігати                                       | Несподіванка може пробудити в людині нові якості                                                                    |            |
| Не інжир з коня валиться                                           | Не обманюйтесь зовнішнім виглядом                                                                                   |            |
| Якщо сліпий поведе сліпого, обидва впадуть у яму                   | Немає сенсу навчатися у невігласа                                                                                   |            |
| Побачив церкву та стайню, то ще не приїхав                         | Не припиняй роботу, поки її не виконав                                                                              |            |
| Як не крути, а все вийде на сонечко                                | Не можна приховувати таємницю вічно                                                                                 |            |
| Не спускати очей з вітрила                                         | Бути насторожі, пильнувати                                                                                          |            |
| Випорожнюватися на шибеницю                                        | Бути байдужим до будь-якого покарання                                                                               |            |
| Де труп, туди ворони злітаються                                    | Якщо є певні ознаки, то це, швидше за все, так і є                                                                  |            |
| Плисти за вітром — легко                                           | Не складе особливих труднощів досягти мети за сприятливих обставин                                                  |            |
| Хто його знає, чому гусак босий ?                                  | Всьому є причина, нехай і не очевидна                                                                               |            |
| Якщо не хочеш тримати гусей, нехай гуси залишаться просто гусьми   | Не лізь не в свою справу                                                                                            |            |
| Дивитися, як ведмеді танцюють                                      | Голодувати |            |
| Дикий ведмідь якщо й спілкується, то з такими, як сам              | Краще триматися зі своїми, ніж з чужими                                                                             |            |
| Жбурляти капор через паркан                                        | Викидати річ без повної впевненості в її марності                                                                   |            |
| Погано плисти проти течії                                          | Важко протистояти загальній думці                                                                                   |            |
| Глечик ходить по воду, поки не розіб'ється                         | У всього є межа | NP-95.jpg  |
| Найкращі ремені виходять з чужої шкіри                             | Простіше щось отримати за рахунок іншої людини                                                                      |            |
| Тримати вугра за хвіст                                             | Взятися за важку справу                                                                                             |            |
| В кошику провалитися                                               | Показати людям свою нерішучість                                                                                     |            |
| Висіти між небом та землею                                         | Опинитися в скрутній ситуації                                                                                       |            |
| Взяти куряче яйце, упустивши гусяче                                | Прийняти невірне рішення                                                                                            |            |
| Позіхати навпроти печі                                             | Взятися за справу, з якою одній людині годі впоратися                                                               |            |
| Від одного буханця хліба не дотягтися до іншого                    | Мати труднощі з грішми, жити за наявними коштами                                                                    |            |
| Мотика без ручки                                                   | Ймовірно, щось абсолютно даремне                                                                                    |            |
| Шукати топірець                                                    | Намагатися знайти виправдання                                                                                       |            |
| Ось і він, зі своїм ліхтарем                                       | Нарешті знайти можливість показати свої таланти                                                                     |            |
| Сокирка з ручкою                                                   | Швидше за все, це ідіома, що означає просто цілу, справну річ                                                       |            |
| Розлиту кашу годі зібрати назад                                    | Якщо щось зроблено, те повернути назад не можна                                                                     |            |
| Пхати палицю в колесо                                              | Чинити перешкоди виконанню чужих планів                                                                             |            |
| Любов там, де висять мішки з грішми                                | Любов може бути куплена                                                                                             |            |
| Тягти, щоб заволодіти довгим кінцем (мотузки)                      | Намагатися отримати переваги                                                                                        |            |
| Стояти в своєму власному світі                                     | Бути гордим, задоволеним самим собою                                                                                |            |
| Не буде шукати інших людей в грубці той, хто сам в грубці не бував | Той, хто підозрює інших в злих намірах, сам викриває себе в звичці до таких                                         |            |
| Вертіти світ на великому пальці                                    | Користуватися всіма перевагами                                                                                      |            |
| Прив'язувати Христові лляну бороду                                 | Приховувати обман під личиною благочестя                                                                            |            |
| Не попринижуєшся — не матимеш успіху                               | Для успіху необхідно бути хитрим, нечесним                                                                          |            |
| Кидати троянди перед свинями                                       | Витрачати цінне на негідних                                                                                         |            |
| Засипати криницю після того, як теля потонуло                      | Виправляти після лиха те, чому можна було запобігти                                                                 |            |
| Бути терплячим, як ягня                                            | Проявити неабияку терплячість                                                                                       |            |
| Вона вдягає на чоловіка синій плащ                                 | Вона зраджує чоловікові                                                                                             |            |
| Дивись, щоб між ними не пропхався чорний собака                    | Коли дві жінки разом, навіть гавкучий собака не додасть нічого до неприємностей, які можуть від цих жінок трапитись |            |
| Один вітер мотає те, що інший пряде                                | Обидва розносять чутки, плітки                                                                                      |            |
| Носити пару в кошику                                               | Витрачати час даремно                                                                                               |            |
| Тримати свічку чортові                                             | Лестити та дружити з абиким                                                                                         |            |
| Сповідатися чортові                                                | Розголосити таємницю ворогу                                                                                         |            |
| Прорізали свині черево                                             | (Необачно) прийняте рішення, яке вже не може бути скасовано                                                         |            |
| Дві собаки ніколи не домовляться над однією кісткою                | Сперечатися навколо однієї єдиної теми, пункту                                                                      |            |
| Бути черпаком для (зняття) піни                                    | Дармоїдство |            |
| Яка користь від гарної тарілки, якщо на неї нема чого покласти?    | Краса не самоцінна                                                                                                  |            |
| Розважали один одного лисиця й журавель.                           | Два брехуни завжди пам'ятають про свою вигоду                                                                       |            |
| Дмухати у вухо                                                     | Розносити чутки |            |
| Позначити крейдою                                                  | Зробити позначку на пам'ять, щоб не забути                                                                          |            |
| Коли на рожні смажиться м'ясо, його слід крутити                   | Деякі речі або справи вимагають безперервної уваги й участі                                                         |            |
| З ним не повернеш шампура                                          | Він не схильний до співпраці                                                                                        |            |
| Сидіти на вуглинах                                                 | Бути нетерплячим |            |
| Ловити рибу без сіті                                               | Здобувати користь з роботи інших людей                                                                              |            |